# Кек-Талаа
Кек-Талаа (кирг. Көк-Талаа) — село в Кадамжайском районе Баткенской области Кыргызстана. Входит в состав айылного аймака Майдан.

## География
Село расположено в восточной части области, на берегу Файзабадского канала, вблизи государственной границы с Узбекистаном, на расстоянии приблизительно 14 километров (по прямой) к северо-востоку от города Кадамжай, административного центра района. Абсолютная высота — 815 метров над уровнем моря.

## Население
Согласно оценочным данным Национального статистического комитета Кыргызской Республики, численность населения села на начало 2023 года составляла 3793 человека.
| год     | 2009 | 2014 | 2015 | 2020 | 2021 | 2023 |
| ------- | ---- | ---- | ---- | ---- | ---- | ---- |
| человек | 2275 | 2542 | 2671 | 3430 | 3489 | 3793 |